# Average White Band
Pour les articles homonymes, voir AWB.
Average White Band (fréquemment surnommé AWB) est un groupe britannique de funk avec des succès soul et disco entre 1974 et 1980. Il est notamment connu pour la chanson Pick Up the Pieces. Le groupe continue de se produire en 2008, avec Alan Gorrie et Onnie McIntyre comme seuls membres d'origine. 

## Historique
Le groupe Average White Band fut formé au début de 1972 à Londres sous l'impulsion d'Alan Gorrie et Malcolm "Molly" Duncan, rejoints tout d'abord par Owen "Onnie" McIntyre, Hamish Stuart, Roger Ball et Robbie McIntosh Duncan et Ball, surnommés les Dundee Horns (« les cors de Dundee » puisqu'ils étaient saxophonistes), ont étudié au Collège d'Art Duncan of Jordanstone (maintenant fusionné dans l'Université de Dundee) et sont des anciens membres de Mogul Thrash.
Le groupe fit une percée grâce à sa prestation lors du concert de retour d'Eric Clapton en 1973. MCA produisit son premier album, Show Your Hand, qui se vendit peu. Bruce McCaskill, manager de la tournée de Clapton, appréciait la musique du groupe et accepta de devenir son gérant. Il fit un emprunt pour l'amener aux États-Unis et le promouvoir. McCaskill avait signé de nombreux contrats lorsqu'il était gérant de Clapton, et il réussit à faire signer le groupe chez Atlantic Records. Le groupe vint donc s'installer à New York et produisit son second album, AWB, plus connu sous le nom de The White Album. Cet album fut le premier d'une longue série avec le producteur connu Arif Mardin, et fut premier au hit-parade Billboard Hot 100 des États-Unis.
En 1974, McIntosh décéda d'une overdose d'héroïne. Gorrie eut également une overdose, mais Cher le garda conscient jusqu'à ce que les secours arrivent. McIntosh fut remplacé par Steve Ferrone, ancien de Bloodstone et d'Oblivion Express de Brian Auger (comme McIntosh), devenant le seul membre afro-américain du groupe.
En 1975, le single Pick Up the Pieces de l'album Average White Band se retrouva numéro 1 aux États-Unis ; c'est probablement leur morceau le plus connu de nos jours. Phil Collins le reprend sur son album big band A Hot Night in Paris en 1999. Le groupe continua avec les albums Cut the Cake en 1975 et Soul Searching en 1976, les deux réalisant de belles ventes et se plaçant dans le top 40 des singles. Cut the Cake était dédié à la mémoire de Robbie McIntosh par les membres restants du groupe. Leur disque suivant, Benny & Us était une collaboration avec la légende de la soul, Ben E. King.
Après quelques autres albums, le public d'Average White Band et les ventes diminuèrent. Un détour par le disco en 1980 leur donna le succès Let's Go 'Round Again (13e au Royaume-Uni), repris à la fin des années 1990 par Louisa Nurding. Le groupe se sépara en 1982, Ferrone travailla avec Duran Duran pendant que Hamish Stuart rejoignait la tournée de Paul McCartney et il joua sur l'album Flowers in the Dirt sur lequel il oscille entre la guitare et la basse selon les morceaux. En 1985, Gorrie produit un album solo, Sleepless Nights. Gorrie, Ball et McIntyre se réunirent à nouveau en 1989 pour enregistrer Aftershock, mais Ball quitta le groupe peu après la sortie de l'album. Eliot Lewis fut un coauteur de Gorrie sur cet album et rejoint le groupe en remplaçant le principal chanteur, Hamish Stuart.
Depuis, Average White Band a continué d'enregistrer (Soul Tattoo en 1997 et Face to Face en 1999) et de faire des tournées. Lorsque Eliot Lewis quitta le groupe en septembre 2002 pour d'autres opportunités dans le monde de la musique, il fut remplacé par Klyde Jones. L'album le plus récent sorti en avril 2003 s'appelle Living in Colour. Les membres du groupe à ce moment-là étaient Alan Gorrie (basse, chant), Klyde Jones (guitare, claviers, cant), Owen McIntyre (guitare, chœurs), Fred Vigdor (saxophone, claviers, chœurs) et Brian Dunne (batterie).
2006 a vu une autre tournée couronnée de succès avec Rocky Bryant, natif du New Jersey, remplaçant Brian Dunne à la batterie. La même année, Hamish Stuart fit une tournée avec Ringo Starr and His All Star Band comme bassiste.

## Principaux membres
- Onnie McIntyre (né Owen McIntyre le 25 septembre 1945 à Lennoxtown en Écosse) — chant / guitare.
- Hamish Stuart (né James Hamish Stewart le 8 octobre 1949 à Glasgow en Écosse) — guitare, basse et chant.
- Alan Gorrie (né le 19 juillet 1946 à Perth en Écosse) — guitare, basse et chant.
- Molly Duncan (né Malcolm Duncan le 24 août 1945 à Montrose en Écosse) — saxophone ténor.
- Roger Ball (né le 4 juin 1944 à Broughty Ferry en Écosse) — clavier / saxophone.
- Robbie McIntosh (né le 6 mai 1950 à Dundee en Écosse, mort le 23 septembre 1974) - batterie.
- Steve Ferrone (né le 25 avril à Brighton en Angleterre) — batterie (de 1975 à 1983).

## Discographie
- Show Your Hand (1973)
- AWB (1974)
- Cut the Cake (1975)
- Soul Searching (1976)
- Person to Person (live) (1976)
- Benny & Us (1977)
- Warmer Communications (1978)
- Feel No Fret (1979)
- Shine (1980)
- Volume VIII (1980)
- Cupid's in Fashion (1982)
- Sleepless Nights (1985)
- Aftershock (1989)
- Soul Tattoo (1997)
- Face to Face (live) (1999)
- Tonight (DVD) (2002)
- Living in Colour (2003)
- Greatest and Latest (2005)
- Soul & the City, Recorded Live at B.B. King's (2006)

### Apparitions dans d'autres albums
- Up (1976) - Morrissey - Mullen
- The Atlantic Family Live in Montreux (1977)